# Midnight in the Garden of Good and Evil
Midnight in the Garden of Good and Evil is een Amerikaanse misdaadfilm uit 1997 onder regie van Clint Eastwood. Het scenario is gebaseerd op het gelijknamige boek uit 1994 van de Amerikaanse auteur John Berendt.

## Verhaal
In Savannah moet de New Yorkse verslaggever John Kelso een artikel schrijven over het kerstfeest van de miljonair Jim Williams. In de nacht voor het vertrek van Kelso schiet Williams een jonge oplichter neer. Hij beweert dat hij heeft gehandeld uit zelfverdediging, maar hij wordt aangeklaagd voor moord. Kelso schrijft een boek over het incident.

## Rolverdeling
| Acteur          | Personage         |
| --------------- | ----------------- |
| John Cusack     | John Kelso        |
| Kevin Spacey    | Jim Williams      |
| Jack Thompson   | Sonny Seiler      |
| Irma P. Hall    | Minerva           |
| Jude Law        | Billy Hanson      |
| Alison Eastwood | Mandy Nicholls    |
| Paul Hipp       | Joe Odom          |
| Lady Chablis    | Chablis Deveau    |
| Dorothy Loudon  | Serena Dawes      |
| Anne Haney      | Margaret Williams |
| Kim Hunter      | Betty Harty       |
| Geoffrey Lewis  | Luther Driggers   |
| Richard Herd    | Henry Skerridge   |
| Leon Rippy      | Rechercheur Boone |
| Bob Gunton      | Finley Largent    |

## Prijzen en nominaties
| jaar | prijs                                | categorie               | genomineerde(n)                         | uitslag     |
| ---- | ------------------------------------ | ----------------------- | --------------------------------------- | ----------- |
| 1997 | Society of Texas Film Critics Awards | Beste mannelijke bijrol | Kevin Spacey                            | Gewonnen    |
| 1998 | Political Film Society               | Mensenrechten           | Midnight in the Garden of Good and Evil | Genomineerd |
| 1998 | GLAAD Media Awards                   | Beste film              | Midnight in the Garden of Good and Evil | Genomineerd |